# Yang Likun
 (janvier 2017).
Si vous disposez d'ouvrages ou d'articles de référence ou si vous connaissez des sites web de qualité traitant du thème abordé ici, merci de compléter l'article en donnant les références utiles à sa vérifiabilité et en les liant à la section « Notes et références ».
Yang Likun (chinois : 杨丽坤 ; pinyin : yáng lìkūn), née le 24 avril 1941 dans le Bourg de Mohei (磨黑镇), Xian autonome hani et yi de Ning'er, dans la province du Yunnan et décédée le 21 juillet 2000 est une actrice de cinéma chinoise de la minorité Yi.
Elle est principalement connue pour Les Cinq fleurs d'or (zh) (1959) et Ashima (1964).